# Black Grape
Black Grape — британская рок-группа, образованная в 1993 году в Манчестере, Англия, Шоном Райдером (вокалистом и фронтменом незадолго до этого распавшихся Happy Mondays), который привлек к участию в новом проекте Беза (англ. Bez, экс-Happy Mondays, танцы, перкуссия), рэперов Кермита и Джеда (экс-Ruthless Rap Assassins) и гитариста Уогса из Paris Angels.
Дебютный альбом It’s Great When You’re Straight...Yeah!, записанный при участии ряда известных приглашенных музыкантов (в их числе были продюсер и басист Дэнни Сэйбер, клавишник Стивен Лирони, гитарист Гэри Гэннон, экс-The Bluebells, The Smiths) был объявлен в британской прессе «самым неожиданным возвращением в истории рок-н-ролла», возглавил UK Albums Chart, разошёлся в Британии 300-тысячным тиражом и был номинирован на Mercury Prize.
После ухода Кермита (связанного с серьёзным отравлением в Мексике) покинул состав и Без, вступивший в конфликт с записывающей компанией. За серией хит-синглов последовал альбом Stupid, Stupid, Stupid, но он имел меньший успех и был сдержанно встречен в прессе. В 1998 году Black Grape распались.

## Дискография

### Альбомы
- It's Great When You're Straight... Yeah (1995) #1 UK
- Stupid Stupid Stupid (1997) #11 UK[2]

### Синглы
- «Reverend Black Grape» (1995) #9 UK
- «In the Name of the Father» (1995) #8 UK
- «Kelly’s Heroes» (1995) #17 UK
- «Fat Neck» (1996) #10 UK
- «England’s Irie» (1996) #6 UK
- «Get Higher» (1997) #24 UK
- «Marbles» (1998) — #46 UK